# Confucius granulatus
Confucius granulatus är en insektsart som beskrevs av William Lucas Distant 1907. Confucius granulatus ingår i släktet Confucius och familjen dvärgstritar. Inga underarter finns listade i Catalogue of Life.